# Gabriel Sudan
Gabriel Sudan (né le 14 avril 1899 et mort le 22 juin 1977) est un mathématicien suisse (d'Hauteville, Fribourg) et roumain, connu pour la fonction de Sudan (1927) en théorie de la calculabilité, similaire à la fonction d'Ackermann (1928).
Gabriel Sudan a obtenu son doctorat à l'université de Göttingen en 1925. Sa thèse Über die geordneten Mengen (« De la Théorie des ensembles ordonnés »), a été supervisée par David Hilbert. Il a enseigné à l'université polytechnique de Bucarest de 1941 jusqu'à sa retraite en 1966. 
Sudan a construit la fonction qui porte son nom dans le même but que Wilhelm Ackermann : résoudre un problème énoncé par Hilbert. Les fonctions d'Ackermann et de Sudan sont les premiers exemples de fonctions récursives qui ne sont pas récursives primitives.